# Ehrenzeichen des DRK der DDR

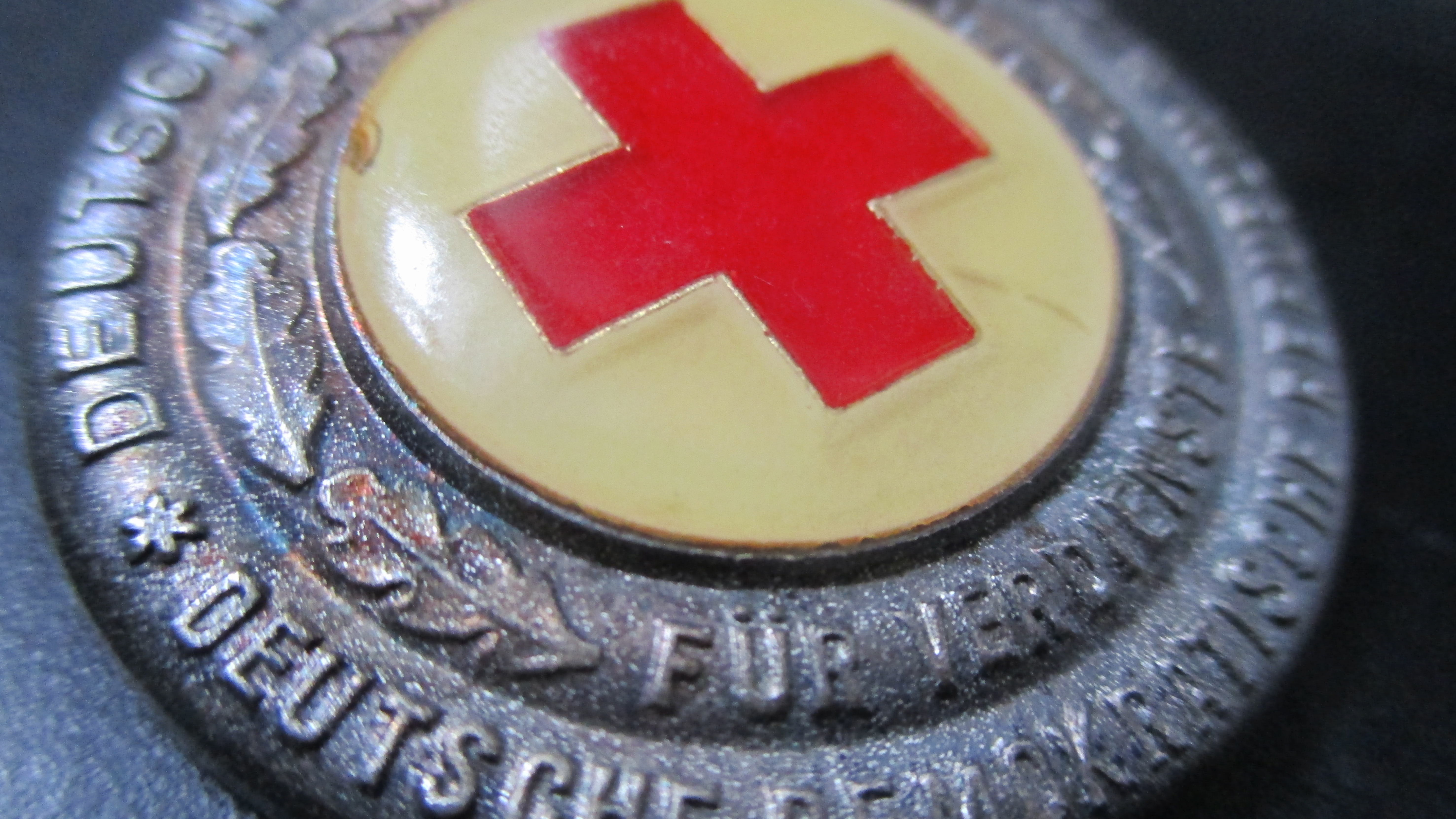
Ehrenzeichen des DRK in Silber

Das Ehrenzeichen des DRK der DDR war eine nichtstaatliche Auszeichnung in der Deutschen Demokratischen Republik (DDR) und höchste Auszeichnung des Deutschen Roten Kreuzes der DDR, welche in drei Stufen, Bronze, Silber und Gold gestiftet wurde. Seine Verleihung erfolgte für besondere verdienstvolle Leistungen und zur Anerkennung für langjährige vorbildliche Pflichterfüllung im DRK der DDR.

## Aussehen und Trageweise
Das bronzene, versilberte oder vergoldete Steckabzeichen ist rund, hat einen Durchmesser von 39 mm und zeigt auf ihrer Vorderseite ein weißes Mittelmedaillon mit rot emailliertes Kreuz, ab 1973 dann lackiert. Umschlossen ist das Mittelmedaillon von einem Kreis mit der Umschrift: FÜR VERDIENSTE, die etwa 1/4 des Kreisumfanges ausmacht. Der Rest wird von je vier Eichenlaubblättern ausgelegt, die beidseitig der Umschrift nach oben hin ausgehen. Dieser Kreis wird wiederum von einem Kreis umschlossen der die Umschrift: DEUTSCHES ROTES KREUZ (oben) und DEUTSCHE DEMOKRATISCHE REPUBLIK (unten) zeigt. Mit der Verleihung des Abzeichens erhielt der Beliehene eine Miniaturnadel, die 16,5 mm groß ist. Im Jahr 1969 erfolgte eine Erweiterung der Stiftungsstatuten, so dass ab diesem Zeitpunkt ein Ehrenzeichen in Gold (Durchmesser 31 mm) mit einer Ehrenspange verliehen wurde. Die Ehrenspange selber hat die Maße 30,5 × 10,5 mm und zeigt mittig ein Rotes Kreuz, welches von je einem Eichenlaubblatt flankiert wird.

## Bildergalerie

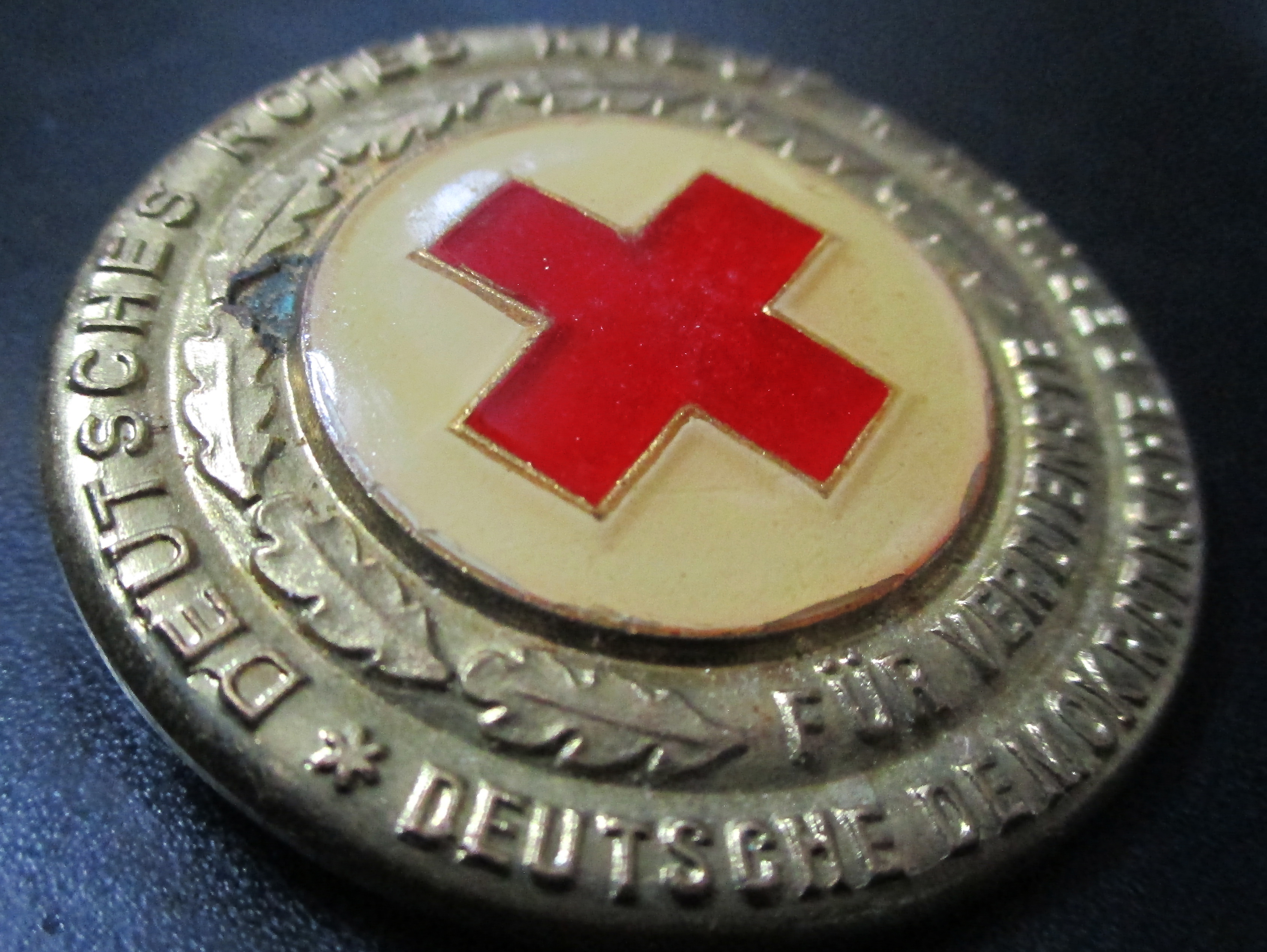
Ehrenzeichen des DRK der DDR in Gold